# Хан, Леонид Игнатьевич
Леонид Игнатьевич Хан (18 ноября 1930, Благословенное, Дальневосточный край — 20 сентября 2013) — звеньевой колхоза имени Энгельса Нижне-Чирчикского района Ташкентской области, агроном-экономист, кандидат экономических наук. Героя Социалистического Труда (1951).

## Биография
Родился 18 ноября 1930 года в селе Благословенном Биро-Биджанского национального района ДВК.
Осенью 1937 года депортирован в Западно-Казахстанскую область Казахской ССР.
Окончил 7 классов неполной средней школы. Трудовую деятельность начал в 1943—1944 годах Джамбульской опытной сахарной станции. В 1945 году переселился к родственникам в Узбекистан. С 1945 по 1952 года работал звеньевым полеводческой бригады колхоза имени Энгельса Нижне-Чирчикского района Ташкентской области Узбекской ССР.
В 1951 году звено Леонида Хана получило в среднем по 99,6 центнеров зеленцового стебля кенафа с каждого гектара на участке площадью 7 гектаров. Указом Президиума Верховного Совета СССР от 17 октября 1951 года удостоен звания Героя Социалистического Труда с вручением ордена Ленина и золотой медали «Серп и Молот».
Неоднократно участвовал во Всесоюзной выставке ВДНХ.
В 1955 году окончил Ташкентский сельскохозяйственный техникум, получив специальность агронома-полевода. Член КПСС с 1959 года.
В 1961 году окончил Московскую сельскохозяйственную академию им. К.А Тимирязева. Потом трудился в совхозе «Курдайский» Курдайского района Джамбульской области на освоении целинных земель. В 1964 году назначен директором совхоза «Кок-Кайнарский» Курдайского района, руководителем которого был до 1994 года. Под его руководством совхоз награждался переходящим Красным знаменем совхозного значения, был занесен в Золотую книгу Почета Казахстанской ССР.
В 1976 году защитил диссертацию на тему «Развитие специализации и повышение эффективности производства в совхозах южной зоны Джамбульской области».
В 1960—1980-е гг. неоднократно избирался депутатом Курдайского районного совета, был членом Джамбульского обкома, в 1978—1989 гг. — Членом Курдайского райкома Компартии Казахстана. В 1976—1980 гг. являлся членом Джамбульского областного профсоюза.
Скончался в сентябре 2013 года в селе Койнар Койдарского района.
Сочинения
Автор ряда публикаций, посвященных выращиванию сахарной свеклы в совхозах Джамбульской области Казахской ССР.
- Хан, Леонид Игнатьевич. Земля покоряется людям [Текст] / Л. И. Хан, Герой Соц. Труда, дир. совхоза «Коккайнарский». — Алма-Ата : Кайнар, 1976. — 122 с. : ил.; 17 см.
- Хан, Леонид Игнатьевич. Специализация совхозов орошаемой зоны [Текст] / Л. И. Хан, А. К. Пастухов кандидаты экон. наук. — Алма-Ата : Кайнар, 1978. — 104 с.; 21 см.

## Награды
Награждён золотой медалью «Серп и молот» (1951), орденами Ленина (дважды: 1951, 1973), Октябрьской Революции (1976), Трудового Красного Знамени (1971), юбилейной медалью «За доблестный труд, в ознаменование 100-летия со дня рождения Владимира Ильича Ленина» (1970), тремя бронзовыми медалями ВДНХ.
Почётный гражданин Кордайского района (07.01.2000).